# Mole Valley
Mole Valley ist ein District in der Grafschaft Surrey in England. Verwaltungssitz ist Dorking; weitere bedeutende Orte sind Abinger, Ashtead, Brockham, Capel, Charlwood, Fetcham, Leatherhead, Newdigate und Westcott.
Der Bezirk wurde am 1. April 1974 gebildet und entstand aus der Fusion der Urban Districts Dorking und Leatherhead sowie des größten Teils des Rural District Dorking and Horley.
Der River Mole gibt dem Distrikt seinen Namen.
Koordinaten: 51° 19′ 0″ N, 0° 29′ 30″ W